# Glaresis maroccana
Glaresis maroccana es una especie de coleóptero de la familia Glaresidae.

## Distribución geográfica
Habita en Marruecos.